# とろみ
とろみとは、液体に多少の粘度がある状態を指す表現。主に食品に関係する分野で使用される。「とろり」「とろとろ」などとも表現（擬態語）される。
一般的なとろみのついた液体は、非ニュートン流体であり、一般的なB型粘度計で測定する事は出来ないため、とろみ度合等を測定する際はレオメーターなどを使用する。

## 目的
調理の手法としては、あんかけに代表されるように、他の食材に液体を絡みやすくする目的でとろみがつけられることが多い。独特の食感を楽しんだり、とろみをつけることで温かい汁物を冷めにくくしたりする意味もある。また、長時間煮詰めることにより水分が蒸発してスープ成分が濃くなりとろみが付いたり、具材に含まれるデンプンがスープに流出してとろみが付いたりもする。
食品へのとろみ付けは、ゆっくりとまとまって食道に流れやすくなって気管への誤嚥を防止する効果があり、介護食では幅広い料理にとろみが利用されている。そのため、とろみ調整は介護食調理の重要な要素を占めている。
一方、内服薬に対しては消化管内での溶解時間が長くなったり、溶解せず大腸内に残っているのがCT画像で見つけられたり、そのまま排泄される事が報告され、薬効に対し影響が生じる懸念がある。

## とろみをつける材料
食用の液体にとろみを加えるためには、以下のような材料が使われる。
- 片栗粉 - 本来はカタクリのデンプンであるが、現在では馬鈴薯のでん粉の場合がほとんど。水溶き片栗粉として使用することが多いが、水溶きしなくてもダマになりにくい顆粒状のものもある。中華料理や日本料理で多用され、とろみ付け、あんかけなどに使用され、透明度が高い。
- 小麦粉 - スープ、シチュー料理など。バターなどで炒めルーとしてとろみ付けに使われる。
- 葛粉 - みたらし餡など。
- コーンスターチ - 食品・調味料など。
- 増粘安定剤・増粘多糖類 - 調味料・菓子・食品など
- ゼラチン - 食材の温度により粘性が大きく変化する。ゼリーなどはゾル状ではあるが口腔内の熱によって溶けてとろみが発生する。
- 昆布 - とろみ（粘り）の成分は硫酸化多糖のフコイダン。
- オクラ、モロヘイヤなど粘性のある野菜類
- サツマイモ、ジャガイモ、レンコンなど澱粉質のある芋類及び野菜類
- ヤマノイモ

など。

## 料理
中華料理
- 八宝菜
- 麻婆豆腐
- エビのチリソース
- 甘酢あんかけ
- 広東麺 - とろみスープが特徴。日本で考案された八宝菜ラーメン。

など。
日本料理
- 葛湯
- みたらし団子
- カレー南蛮
- カレーライス
- シチュー
- のっぺい汁
- ガタタン
- 皿うどん
- あんかけ焼きそば
- あんかけうどん
- あんかけスパゲッティ

など。
西洋料理
- クリーム (食品)
- カスタードクリーム
- ポタージュ

など。

## 調味料
液体調味料・ソースには製法上の理由でとろみが付いていることが多いが、食材に絡みやすくなるというメリットが有る。
- 濃縮ソース
- ケチャップ
- マヨネーズ

など。

## 菓子
- クリーム菓子
- ゼリー
- プリン
- チューイングガム

など。

## その他
- 介護用品
- ゲル化剤
- 増粘剤
- とろみ剤（高齢者・身体障害者用食事補助剤）